# The Masks of the Devil
The Masks of the Devil is een Amerikaanse dramafilm uit 1928 onder regie van Victor Sjöström. Destijds werd de film uitgebracht onder de titel Het masker van den duivel.

## Verhaal
De meedogenloze baron Reiner wordt al zijn hele leven omgeven door mooie vrouwen. Hij kan nooit trouw blijven aan een vrouw, omdat hij voortdurend uit is op de volgende verovering. Uiteindelijk komt hij toch in gewetensnood.

## Rolverdeling
| Acteur           | Personage          |
| ---------------- | ------------------ |
| John Gilbert     | Baron Reiner       |
| Alma Rubens      | Gravin Zellner     |
| Theodore Roberts | Graaf Palester     |
| Frank Reicher    | Graaf Zellner      |
| Eva von Berne    | Virginia           |
| Ralph Forbes     | Manfred            |
| Ethel Wales      | Tante van Virginia |
| Polly Ann Young  | Danseres           |